# دونگی تووارنیک
دونگی تووارنیک (به صربی: Donji Tovarnik) یک منطقهٔ مسکونی در صربستان است که در پچینتسی واقع شده‌است. دونگی تووارنیک ۱٬۰۱۶ نفر جمعیت دارد.